# Aedes stimulans
Aedes stimulans är en tvåvingeart som först beskrevs av Walker 1848.  Aedes stimulans ingår i släktet Aedes och familjen stickmyggor. Inga underarter finns listade i Catalogue of Life.